# Dalibor Dvorský
Dalibor Dvorský (* 15. Juni 2005 in Zvolen) ist ein slowakischer Eishockeyspieler, der seit Juli 2023 bei den St. Louis Blues aus der National Hockey League (NHL) unter Vertrag steht und für deren Farmteam, die Springfield Thunderbirds, in der American Hockey League (AHL) auf der Position des Centers spielt. Dvorský wurde im NHL Entry Draft 2023 von den St. Louis Blues an zehnter Stelle ausgewählt.

## Karriere
Dalibor Dvorský, der als Jugendlicher in den schwedischen und slowakischen Juniorenligen spielte, entschied sich für den Rest der Saison 2020/21 für den HC 05 Banská Bystrica aus der slowakischen Extraliga aufzulaufen, wo er am 6. Januar 2021 als 15-Jähriger sein Profidebüt gab. Dvorský hält den Rekord als jüngster Spieler, der in der slowakischen Profiliga ein Tor erzielt hat. In 20 Spielen für den HC 05 Banská Bystrica erzielte er zwei Tore und insgesamt vier Scorerpunkte.
Dvorský kehrte für die Saison 2021/22 zum AIK Solna zurück und wurde am 7. Februar 2022 mit einem Zweijahresvertrag für die erste Mannschaft ausgestattet. Beim CHL Import Draft 2022 wurde er von den Sudbury Wolves in der zweiten Runde an insgesamt 68. Position gezogen, verblieb aber in Solna.
Am 28. Juni 2023 wurde der Slowake von den St. Louis Blues aus der National Hockey League (NHL) im NHL Entry Draft 2023 auf dem zehnten Gesamtrang ausgewählt, woraufhin er am 14. Juli 2023 einen dreijährigen Einstiegsvertrag unterzeichnete. Anschließend wurde er von den Blues an den IK Oskarshamn aus der Svenska Hockeyligan (SHL) ausgeliehen. Nachdem Dvorský in den ersten zehn Spielen in Oskarshamn nur wenig Eiszeit bekam, und folglich keine Scorerpunkte verzeichnen konnte, entschlossen sich die St. Louis Blues, die Leihe abzubrechen und ihn an die Sudbury Wolves aus der Ontario Hockey League (OHL) zu verleihen. Mit Beginn der Saison 2024/25 gehörte der Slowake zu St. Louis’ Farmteam, den Springfield Thunderbirds aus der American Hockey League (AHL). Im weiteren Verlauf kam er im März 2025 auch zu seinem Debüt für die Blues in der National Hockey League (NHL).

### International
Bei der U18-Weltmeisterschaft 2022 gewann Dalibor Dvorský mit der slowakischen U18-Nationalmannschaft die Goldmedaille in der Division IA, als er in fünf Spielen elf Punkte erzielte und zum besten Spieler seiner Mannschaft gewählt wurde. Nach dem Aufstieg in die Top-Division erzielte Dvorský bei der U18-Weltmeisterschaft im Jahr darauf 13 Punkte in sieben Spielen; die Slowakei belegte bei diesem Turnier den vierten Platz. Er selbst wurde dabei in das All-Star-Team des Turniers gewählt. Außerdem vertrat er sein Heimatland bei den U20-Weltmeisterschaften der Jahre 2022, 2023, 2024 und 2025.
Sein Debüt in der slowakischen A-Nationalmannschaft gab Dvorský im Rahmen der Weltmeisterschaft 2025, als die Slowaken den elften Platz belegten. In sechs Turnierspielen gelang dem Stürmer dabei eine Torvorlage.

## Erfolge und Auszeichnungen
- 2025 Teilnahme am AHL All-Star Classic
- 2025 AHL Top Prospects Team

### International
- 2021 Silbermedaille beim Hlinka Gretzky Cup
- 2021 Bester Torschütze des Hlinka Gretzky Cups
- 2022 Aufstieg in die Top-Division bei der U18-Junioren-Weltmeisterschaft der Division IA
- 2023 All-Star-Team der U18-Junioren-Weltmeisterschaft

## Karrierestatistik
Stand: Ende der Saison 2024/25

### International
Vertrat die Slowakei bei:
| - Hlinka Gretzky Cup 2021 - U18-Junioren-Weltmeisterschaft der Division IA 2022 - U20-Junioren-Weltmeisterschaft 2022 - U20-Junioren-Weltmeisterschaft 2023 | - U18-Junioren-Weltmeisterschaft 2023 - U20-Junioren-Weltmeisterschaft 2024 - U20-Junioren-Weltmeisterschaft 2025 - Weltmeisterschaft 2025 |

(Legende zur Spielerstatistik: Sp oder GP = absolvierte Spiele; T oder G = erzielte Tore; V oder A = erzielte Assists; Pkt oder Pts = erzielte Scorerpunkte; SM oder PIM = erhaltene Strafminuten; +/− = Plus/Minus-Bilanz; PP = erzielte Überzahltore; SH = erzielte Unterzahltore; GW = erzielte Siegtore; 1 Play-downs/Relegation; Kursiv: Statistik nicht vollständig)